# Петрозаводское
Петрозаводское (до 1947 — Айхвальд (нем. Eichwald)) — посёлок в Черняховском районе Калининградской области. 

## История
До 1946 года поселок носил название Айхвальд. 
После Второй мировой войны в 1947 году поселок был переименован в Петрозаводское и включен в состав Краснополянского сельсовета Черняховского района. В 1988 году к Петрозаводскому был отнесен упразднённый посёлок Гусевка (до 1947 — Ной Штобинген). С 2008 по 2014 год Петрозаводское входило в состав Черняховского городского поселения, с 2022 года — в Черняховский муниципальный округ.

## Население
| 2002 | 2010 |
| ---- | ---- |
| 31   | ↘21  |